# Синама-Понголь, Флоран
Флора́н Синама́-Понго́ль (фр. Florent Sinama-Pongolle; 20 октября 1984, Сен-Пьер, Реюньон) — французский футболист, нападающий. Двоюродный брат Антони Ле Таллека и Дамьена Ле Таллека.

## Карьера

### Клубная
Флоран был подписан «Ливерпулем» летом 2003 года одновременно со своим кузеном Антони Ле Таллеком из «Гавра». Это произошло сразу после того, как они вместе со сборной Франции великолепно выступили на чемпионате Европы среди юниоров и почти тотчас же одержали победу на чемпионате мира среди своих сверстников. На последнем из этих турниров Флоран был признан лучшим игроком турнира и выиграл «Золотую бутсу». Что интересно, «вторым игроком» турнира был признан Ле Таллек, получивший «Серебряный мяч».
Флоран более всего знаменит своим голом в ворота «Олимпиакоса» в розыгрыше Лиги чемпионов 2004/05, который позволил «Ливерпулю» сравнять счёт в матче. Чуть позже мерсисайдцы забили ещё два мяча, что позволило им обойти греческую команду в таблице за счёт лучшей разницы мячей и выйти в следующий этап. Ту кампанию «Ливерпуль» завершил победой в турнире, в драматичном поединке взяв верх над «Миланом». Он также помог своей команде обыграть «Лутон Таун» в третьем раунде Кубка Англии в январе 2006 года — открывший счёт «Ливерпуль» умудрился пропустить три гола от «футбольных карликов», однако дубль Поньоля помог «красным» вырвать победу со счётом 5:3. Вскоре после этого матча Флоран отправился в аренду в «Блэкберн Роверс», а «Ливерпуль» уже без его помощи выиграл оставшиеся матчи в розыгрыше Кубка и взял этот трофей.
30 августа 2006 года Синама-Поньоль подписал контракт сроком на год с «Рекреативо» с возможностью продления соглашения ещё на два года.
4 мая 2007 года испанский клуб сообщил, что Флоран уходит из «Ливерпуля» насовсем и подписывает новый контракт, который будет действовать до 2011 года. Сумма трансфера составила 4 миллиона евро.
4 июля 2008 года Флоран перешёл в «Атлетико Мадрид», подписав 4-летний контракт. Сумма трансфера не разглашалась.
После полутора сезонов в «Атлетико» он перешёл в португальский клуб «Спортинг» (Лиссабон), заплативший за трансфер француза 6 млн евро. Синама-Поньоль был куплен как временная замена Лиедсону, получившему травму. Контракт был подписан 29 декабря сроком до 2013 года.
24 июня 2011 года перешёл в «Сент-Этьен» на правах аренды сроком на 1 год с правом выкупа.
30 августа 2012 года расторг контракт со «Спортингом» по обоюдному согласию.
5 сентября 2012 года подписал контракт с ФК «Ростов». За ростовскую команду выступал под 24 номером.
9 сентября 2014 года перешёл в клуб MLS «Чикаго Файр».
В 2019 году вернулся на Реюньон в родной клуб «Сен-Пьерруаз».

### Международная

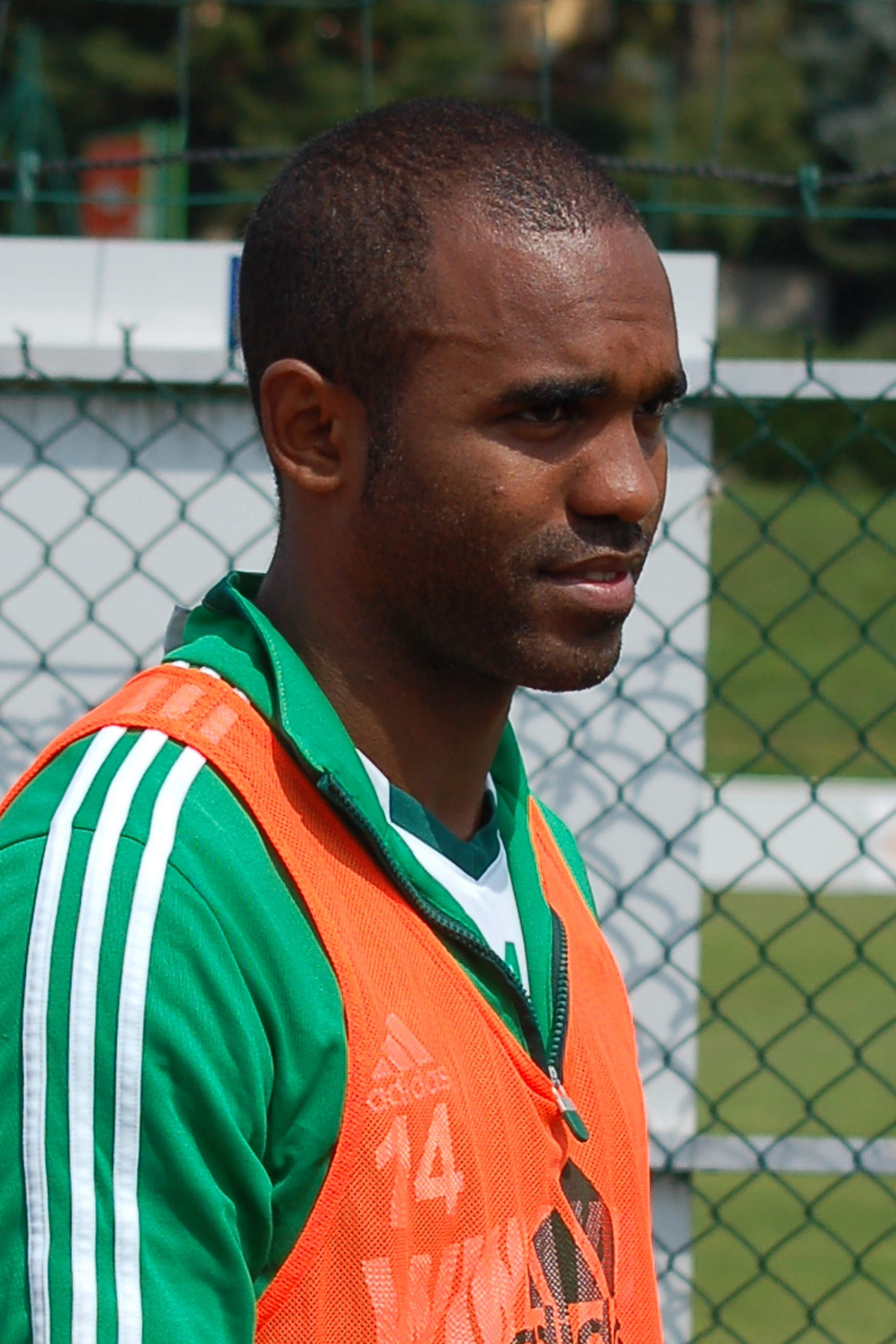
На тренировке

Флоран выступал за молодёжную сборную Франции до 21 года на чемпионат Европы в 2006 году. Всего он сыграл 37 матчей и забил 11 голов.
Дебют в главной команде страны состоялся 14 октября 2008 года в товарищеском матче против сборной Туниса, завершившемся победой французов 3:1.

## Достижения
Командные
Ливерпуль
- Обладатель Кубка Англии: 2005/06
- Обладатель Суперкубка Англии: 2006
- Победитель Лиги чемпионов УЕФА: 2004/05
- Обладатель Суперкубка УЕФА: 2005
- Серебряный призёр Клубного чемпионата мира: 2005

Ростов
- Обладатель Кубка России: 2013/14

Сборная Франции
- Чемпион мира U-17: 2001

Личные
- Обладатель «Золотой мяч» на Чемпионате мира U-17: 2001
- Обладатель «Золотая бутсы» на Чемпионате мира U-17: 2001

## Статистика
| Клуб              | Сезон   | Лига | Лига | Кубок Англии | Кубок Англии | Кубок Лиги | Кубок Лиги | Европа | Европа | Другие | Другие | Всего | Всего |
| Клуб              | Сезон   | Игры | Голы | Игры         | Голы         | Игры       | Голы       | Игры   | Голы   | Игры   | Голы   | Игры  | Голы  |
| ----------------- | ------- | ---- | ---- | ------------ | ------------ | ---------- | ---------- | ------ | ------ | ------ | ------ | ----- | ----- |
| Рекреативо        | 2006/07 | 32   | 11   | 0            | 0            | 0          | 0          | 0      | 0      | 1      | 0      | 33    | 11    |
| Блэкберн (аренда) | 2005/06 | 10   | 1    | 0            | 0            | 0          | 0          | 0      | 0      | 0      | 0      | 10    | 1     |
| Ливерпуль         | 2005/06 | 7    | 0    | 1            | 2            | 1          | 0          | 5      | 1      | 2      | 0      | 16    | 3     |
| Ливерпуль         | 2004/05 | 16   | 2    | 1            | 0            | 4          | 1          | 4      | 1      | 0      | 0      | 25    | 4     |
| Ливерпуль         | 2003/04 | 15   | 2    | 3            | 0            | 2          | 0          | 3      | 0      | 0      | 0      | 23    | 2     |
| Гавр (аренда)     | 2002/03 | 31   | 5    | 2            | 1            | 0          | 0          | 0      | 0      | 0      | 0      | 33    | 6     |
| Гавр              | 2001/02 | 10   | 2    | 1            | 0            | 1          | 1          | 0      | 0      | 0      | 0      | 12    | 3     |
| Всего             |         | 86   | 12   | 8            | 3            | 8          | 2          | 12     | 2      | 2      | 0      | 116   | 19    |